# 梅丽莎·琼·哈特
梅丽莎·琼·哈特（英語：Melissa Joan Hart，1976年4月18日—）为美国女演员、编剧、电视剧导演、电视製作人、歌手和企業家。梅莉莎的知名作品为美国青少年电视剧《克拉丽莎》。以及特攝喜劇《魔法少女薩琳娜》和《憨管家俏主人》。

## 早年生活
1976年4月18日，梅莉莎在纽约的长岛的史密斯镇上出生。
母亲为宝拉·杭特（Paula Hart），是知名的电影制作人和经纪人；父亲为威廉·杭特（William Hart），为海鲜产品的经销商和从事贝类生产。
梅莉莎在纽约的沙维尔区长大。
她的继父是电视执行製作莱斯里·居廉斯（Leslie Gilliams），而继母则是理莎·杭特（Lisa Hart）。 
梅莉莎的名字是从欧曼兄弟乐团的一支单曲“梅丽莎”来的，而她的中间名“琼”，则源自于她外婆的名字。
当她八年级之后，则是希望别人叫她“凯瑟琳”。
梅莉莎是八个孩子中的老大，她有六个妹妹和一个弟弟，妹妹泰瑞莎（Trisha）、伊莉莎白（Elizabeth）以及艾蜜莉·杭特（Emily Hart）弟弟布莱恩（Brian），艾莉珊卓·杭特-居廉斯（Alexandra Hart-Gilliams）、莎曼莎·杭特（Samantha Hart）都是演员。她的同父异母的妹妹麦克欣·杭特（Mackenzie Hart）则没有在演艺圈。

## 演藝生涯

### 早期
梅莉莎最早開始是從四歲拍的一支電視廣告《洗澡玩具》。之後，她開始接拍許多廣告，在五歲之前接拍25支。廣告之外，也接拍短劇， Kane & Abel(1985)；1986年，在影集The Equalizer客串演出。同一年，梅莉莎與凱瑟玲·海爾蒙Katherine Helmond搭檔演出一部獲得艾美獎的電視電影Christmas Snow。1986年4月22日，她參加一集NBC的日間肥皂劇「Another World」擔任特別嘉賓。她曾經參加過電影Halloween 4: The Return of Michael Myers裡主角的試鏡，但最終被另一個女演員Danielle Harris奪得該主角的演出。
到了1989年，她擔任百老匯的一齣劇The Crucible其中一角馬丁·辛的替身。

### Clarissa Explains It All時期（1991–1994）
在1991年，梅莉莎開始主演Nickelodeon電視台製播的青少年喜劇Clarissa Explains It All，故事描述一個青少女每天面臨的問題，該劇相當成功地播映了四年。該劇讓梅莉莎連續四次入圍青少年演員獎(Young Artist Award)，並獲得三次獎項。該角色也讓梅莉莎在FMV電玩遊戲「尼克羅頓公司實驗室」(Nickelodeon's Director's Lab)參與一角，擔任一個導遊帶領玩家走訪電影片廠。1992年，梅莉莎和劇組的成員Jason Zimbler一同參加遊戲節目Nick Arcade。 該節目其中一個挑戰單元Sonic The Hedgehog 2，梅莉莎是少數參加該單元的基礎挑戰的人。
杭特也以Clarissa的名義錄製過兩張專輯，「This is What 'Na Na' Means」和Peter and the Wolf‧
到了1995年，當季最後一集的Clarissa Explains It All，梅莉莎拍攝從未上映過的續集「Clarissa Now!」一部CBS製播的大學生年紀的Clarissa的試播影片。該集中，描述Clarissa開始擔任報社實習記者，準備向職業進軍。播送慢板，爵士版本的主題曲，並請Robert Klein飾演她的老闆。
梅莉莎也曾在1991年在尼克羅頓公司製播的影集Are You Afraid of the Dark?，第二季中一集"The Tale Of The Frozen Ghost"現身。

### 魔法少女薩琳娜時期（1995–2003）
在知名影集結束之後，梅莉莎進入紐約大學念書。但是她並沒有完成學位。因為她主演1996年的一部電影魔法少女薩琳娜。該部電影是同名的知名電視影集改編而成(該部影集在CBS電視台和WB電視台連續播放七季)。之後梅莉莎又參與該部電影的卡通版本，替該部卡通的海爾達姑姑和琪爾達姑姑配音。梅莉莎的妹妹Emily Hart也參與其中主角的配音工作。而在同時，她也擔任影集Touched by an Angel的特別嘉賓，並且主演許多電視電影。
到了1998年，梅莉莎飾演電影Can't Hardly Wait的其中一個小角色，之後主演電影Next to You，與Adrian Grenier共同擔綱演出。梅莉莎邀請她的朋友布蘭妮 一同演唱(You Drive Me) Crazy的混音版本並收錄到該電影的電影原聲帶中。為了成功的讓該首單曲打入告示牌百強單曲榜，電影的名稱改成Drive Me Crazy並讓梅莉莎加入該單曲的音樂錄影帶當中演出。在此同時，布蘭妮也在魔法少女薩琳娜該部影集中擔任特別嘉賓，飾演她自己。
梅莉莎在1999年十月份的男性雜誌Maxim上出現一系列的貼身性感照片。梅莉莎一直持續她的演員生涯直到2000年，包括一部電影Rent Control，該部電影在2005年於ABC Family電視台上映。梅莉莎也繼續在魔法少女薩琳娜演出，直到該部戲在2003年結束。並且幫許多動畫配音。
1999年，梅莉莎首次執導一部她妹妹Emily Hart主演的迪士尼頻道的影集So Weird中的一集"Snapshot"。2001年又幫尼克羅頓電視公司的另一部影集Taina中執導一集。在2001到2002年，梅莉莎執導魔法少女薩琳娜的其中六集，包括第六季的最後一集。

### 後薩琳娜時期（2004–現今）

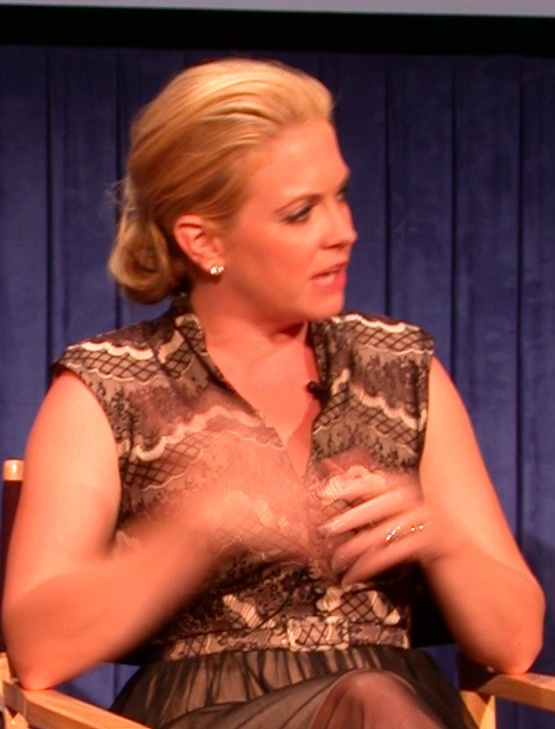
Hart at the Paley Center for Media in June 2011

結束魔法少女薩琳娜之後，梅莉莎開始直到她的第一部電影，一部15分鐘的實境短片「無聲」(Mute)(2005)，由她妹妹Emily主演。
梅莉莎並在2007年10月9日播出的影集Law & Order: SVU當中的一集"Impulsive"擔任特別來賓，飾演一位遭控訴強暴的老師。在2007年年末，梅莉莎為她的丈夫 Mark Wilkerson的樂團Course of Nature執導音樂錄影帶"Anger Cage"。梅莉莎並參與ABC Family電視台的原創電影Holiday in Handcuffs，與 Mario Lopez共同演出。該部電影於2007年12月9日播出，並且創下該電視台的收視率，670萬的收視人口。梅莉莎之後於2009年接演類似主題的另一齣ABC電視台原創電影「冒牌未婚夫」(My Fake Fiance)。
在2009年3月，梅莉莎在加利福尼亞州的Sherman Oaks開設一家賣糖果的小店，叫做「甜心」(SweetHarts)。梅莉莎表示那是她從小的夢想就是開設一家賣糖果的小店。
在2009年8月17日，有消息宣布梅莉莎將會參加「與明星共舞」節目Dancing with the Stars。梅莉莎將會和衛冕兩次的冠軍搭檔，Mark Ballas 但是她最後依然在第六個星期的比賽中遭到淘汰，並未進入前十強。
梅莉莎在2010年參與一部恐怖驚悚片Nine Dead，為了重回小螢幕，梅莉莎與喬伊‧羅倫斯共同主演新情境喜劇憨管家俏主人。在這齣新喜劇當中，梅莉莎飾演一位職業婦女雇用喬伊擔任保母幫她照顧她的姪子女。梅莉莎也參與外百老匯的戲劇'Love, Loss, and What I Wore'從2010年的3月到2010年的4月25日。
在2010年3月，梅莉莎與前一代魔法少女薩琳娜女主角Soleil Moon Frye拍攝清潔劑廣告。
2010年11月22日，梅莉莎主持艾美獎技術與藝術類獎項典禮。

## 私人生活

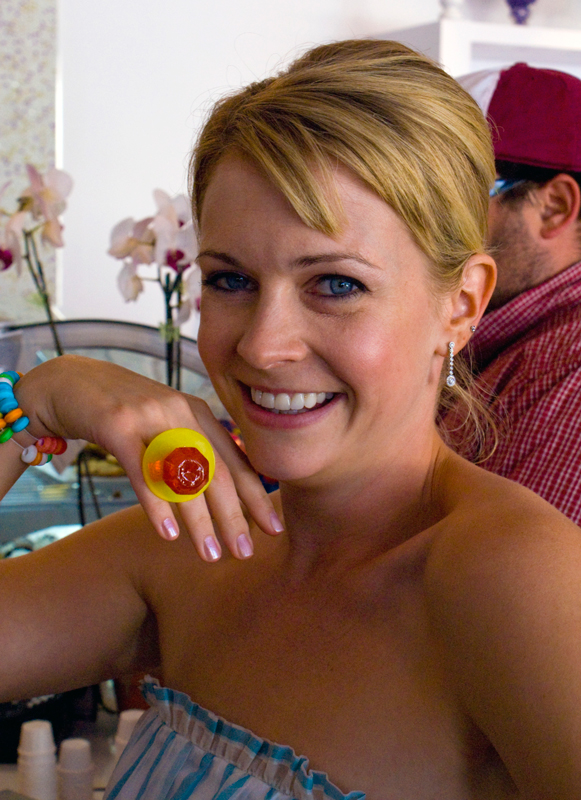
Hart at her Sweet Harts Candy Shop opening day, May 30, 2009

2003年7月19日，梅莉莎嫁給歌手Mark Wilkerson。結婚典禮移師到義大利的佛羅倫斯，整個典禮都由梅莉莎自己組的公司製作並以一個電視短劇形式播出。
梅莉莎和Wilkerson有三個兒子：（2006年1月出生）、（2008年3月出生）和（2012年9月出生）。三個兒子都是在洛杉磯出生。
梅莉莎和Wilkerson在2008年4月7日的時人雜誌上現身，介紹他們的兒子。梅莉莎為尿布公司代言，撰寫日記和製作影像。
梅莉莎曾被 The AV Club娛樂周報報導支持美國共和黨，並也曾自稱是美國專欄作家Peggy Noonan和雷根總統的紛絲。梅莉莎目前與她的家人住在Westport, Connecticut。梅莉莎於2012/4/18日宣布懷孕第三胎的消息。

## 獎項

### 土星奖
- 1997 - 最佳女主角-「魔法少女薩琳娜」(Sabrina, the Teenage Witch) (提名)

### 儿童选择奖
- 2003 - 最受歡迎女主角-「魔法少女薩琳娜」(Sabrina, the Teenage Witch) (提名)
- 2002 - 最受歡迎女主角-「魔法少女薩琳娜」(Sabrina, the Teenage Witch) (提名)
- 2001 - 最受歡迎女主角-「魔法少女薩琳娜」(Sabrina, the Teenage Witch) (提名)
- 2000 - 最受歡迎女主角-「魔法少女薩琳娜」(Sabrina, the Teenage Witch) (提名)
- 2000 - 最受歡迎女主角 "Drive Me Crazy" (獲獎)
- 1999 - 最受歡迎女主角-「魔法少女薩琳娜」(Sabrina, the Teenage Witch) (提名)
- 1998 - 最受歡迎女主角-「魔法少女薩琳娜」(Sabrina, the Teenage Witch) (獲獎)

### 青少年选择奖
- 1999 - 電視類 - 女主角 -「魔法少女薩琳娜」(Sabrina, the Teenage Witch) (提名)

### 青少年艺术家奖
- 1998 - Best Performance in a TV Movie or Feature Film - Young Ensemble for "The Right Connections" (獲獎)
- 1998 - Best Performance in a TV Comedy Series - Leading Young Performer for -「魔法少女薩琳娜」(Sabrina, the Teenage Witch) (獲獎)
- 1997 - Best Performance in a TV Comedy Series - Leading Young Performer for -「魔法少女薩琳娜」(Sabrina, the Teenage Witch) (獲獎)
- 1995 - Best Youth Comedienne in a TV Show for "Clarissa Explains It All" (獲獎)
- 1994 - Youth Actress Leading Role in a Television Series for "Clarissa Explains It All"(獲獎)
- 1993 - Best Young Actress Starring in a Cable Series for "Clarissa Explains It All"  (獲獎)
- 1992 - Best Young Actress Starring in an Off-Primetime or Cable Series for "Clarissa Explains It All"(獲獎)

### 新星奖
- 1997 - Best Performance by a Young Actress in a Comedy TV Series for -「魔法少女薩琳娜」(Sabrina, the Teenage Witch) (提名)

## 外部連結
- 官方网站
- 梅丽莎·琼·哈特的MySpace主頁
- Mellissa Joan Hart on Facebook
- 梅丽莎·琼·哈特的X（前Twitter）
- Official Sweet Hart Sweets site
- 梅丽莎·琼·哈特在互联网电影资料库（IMDb）上的資料（英文）
- 互聯網百老匯資料庫（IBDB）上梅丽莎·琼·哈特的資料（英文）
- Melissa Joan Hart at Internet Off-Broadway Database